# Rimgailė moldvai fejedelemasszony
Rimgailė (lengyelül Ryngałła, románul Ringala), más névalakok Rymgajla, Rimgaila, Ringaila (1367 körül – 1423 vagy 1430) litván hercegnő, Kęstutis litván nagyfejedelem és Birutė lánya. Testvérei Vytautas litván nagyfejedelem, I. Zsigmond litván nagyfejedelem, Butautas és Tautvilas hercegek, illetve Danutė mazóviai hercegnő. 

## Élete
1386-ban keresztelkedett meg családjával együtt; a keresztségben az Ona nevet kapta.
Mazóviai Henrik feleségeként Mazóvia hercegnője volt körülbelül egy évig, férje haláláig (1392–1393 tele). Jan Długosz krónikája szerint Mazóviai Henrik lemondott płocki püspöki tisztségéről, hogy feleségül tudja venni. Henrik állítólag mérgezés következtében halt meg, és Rimgailė egyike volt a gyanúsítottaknak.
Második férje I. Sándor moldvai fejedelem volt, akivel 1411-ben házasodtak össze. A házasság arra szolgált, hogy megerősítsék Litvánia, Lengyelország és Moldva szövetségét, illetve hogy Moldva ne kerüljön magyar, tatár vagy török befolyás alá. Ringaila buzgó katolikus volt, pártfogásába vette a moldvai katolikus intézményeket, többek között a szeretvásári templomot. Az országba domonkosrendi és ferencrendi szerzetesek érkeztek, és a lengyel király nyomására Moldva katolikus püspöke egy lengyel lett. Az asszonynak sikerült katolikus hitre térítenie Moldva ortodox mitropolitáját is, Sándor azonban (nem tudni, hogy pragmatizmusból vagy belső meggyőződésbő) ragaszkodott ortodox hitéhez.
1420. július 1-jén a moldvai katolikus püspök továbbította a pápának Ringala kérését, hogy érvénytelenítsék házasságát. Az asszony arra hivatkozott, hogy férjével harmadfokú rokonok. Végül 1421-ben pápai engedéllyel elváltak, a lengyel krónikák szerint azért, mert a férj nem akart áttérni felesége katolikus vallására. A váláskor az asszony megkapta Szeretvásár bevételeit és a hozzá tartozó falvakat, továbbá I. Sándor azt is vállalta, hogy élete végéig évente 600 magyar forintnak megfelelő jövedelmet biztosít számára. 1422. májusban Vytautas próbálta meggyőzni I. Sándort, hogy újra vegye feleségül Rimgailėt, de nem járt sikerrel.

## Emlékezete
1915-ben Victor Eftimiu történelmi színdarabot írt Ringala címmel. Alakja és Mazóviai Henrikkel kötött házassága megjelenik Henryk Sienkiewicz Kereszteslovagok című regényében is.

## Fordítás
Ez a szócikk részben vagy egészben  a   Rimgailė című angol Wikipédia-szócikk ezen változatának fordításán alapul.  Az eredeti cikk szerkesztőit annak laptörténete sorolja fel. Ez a jelzés csupán a megfogalmazás eredetét és a szerzői jogokat jelzi, nem szolgál a cikkben szereplő információk forrásmegjelöléseként.